# Олюшино (Кирилловский район)
Олюшино — деревня в Кирилловском районе Вологодской области.
Входит в состав Коварзинского сельского поселения, с точки зрения административно-территориального деления — в Коварзинский сельсовет.
Расстояние по автодороге до районного центра Кириллова — 41 км, до центра муниципального образования Коварзино — 5 км. Ближайшие населённые пункты — Крапивинская, Гридинская, Ивашково-1.
По переписи 2002 года население — 8 человек.